# حشره‌خوار موبلند کیوو
 حشره‌خوار موبلند کیوو (نام علمی: Crocidura lanosa) نام یک گونه از سرده حشره‌خوارهای دندان‌سفید است.